# Österreichische Gewerkschaftsjugend
Die Österreichische Gewerkschaftsjugend (kurz ÖGJ) ist die Jugendorganisation des ÖGBs.
Sie gliedert sich analog dem ÖGB in die Gewerkschaftsjugenden der sieben einzelnen Teilgewerkschaften und in die vertretenen Fraktionen, wobei die Fraktion Sozialdemokratischer GewerkschafterInnen die stärkste stellt. Vor allem in Bezug auf die Fraktionen gilt dabei immer der Grundsatz „Überparteilich aber nicht unpolitisch“.
Ihre Gremien sind (sortiert nach der Bedeutung des Gremiums):
- Bundesjugendkongress
- Bundesjugendvorstand
- Bundesjugendpräsidium
- Bundesjugendkontrolle

Analog zu diesen gibt es auch die entsprechenden Gremien auf Ebene der Bundesländer sowie vereinzelt auch eigene Bezirksgruppen.
Aktuell zählt die ÖGJ 185.000 Mitglieder.
Der ÖGJ gibt das Mitgliedermagazin hallo! heraus.

## Vorsitzende
- 2003–2006: Jürgen Eder[4]
- 2006–2013: Jürgen Michlmayr[4][5]
- 2013–2018: Sascha Ernszt[6]
- 2018–2021: Susanne Hofer[6][7]
- 2021–2024: Richard Tiefenbacher[8]
- seit 2024: Leon Hartl